# Emilio Flores Márquez
Emilio Flores Márquez (Carolina, 8 agosto 1908 – Rio Piedras, 12 agosto 2021) è stato un supercentenario portoricano che detenne il titolo di decano maschile dell'umanità dal 28 maggio 2020, con la morte del britannico Bob Weighton, al suo stesso decesso, avvenuto oltre un anno dopo, all'età di 113 anni e 4 giorni.

## Biografia
Flores Márquez nacque l'8 agosto 1908 a Caroline, Porto Rico, secondogenito di Albert Flores e di Margita Márquez. Frequentò la scuola solo per tre anni prima di dover abbandonare per aiutare suo padre nel lavoro in una piantagione di canna da zucchero. Essendo il secondo di undici figli, Emilio dovette svolgere molte faccende domestiche e prendersi cura dei fratelli più piccoli. Nel 1935 sposò Andrea Pérez De Flores (1918-2010), con la quale rimase sposato per 75 anni e dalla quale ebbe quattro figli. Sua sorella Joaquina Flores Márquez (1916–2018) ha vissuto 101 anni e suo fratello Miguel Flores Márquez (1920–2017) 96 anni.
Nel 2013 risultavano vivi solo due dei suoi quattro figli e l'unico problema di salute di Flores Márquez, ormai 104enne, erano le difficoltà uditive.
Il 14 maggio 2021, all'età di 112 anni e 280 giorni, venne ufficialmente riconosciuto dal Guinness dei primati come la persona di sesso maschile vivente più longeva al mondo con una data di nascita verificata. L'8 agosto 2021 compì 113 anni, ventunesima persona di sesso maschile in ordine di tempo ad raggiungere o superare questa età. Morì il 12 agosto 2021, quattro giorni dopo il compleanno.